# Хайдини, Бледар
Бледар Хайдини (алб. Bledar Hajdini; род. 19 июня 1995, Фюрстенфельдбрук, Бавария) — косоварский футболист, вратарь

## Клубная карьера
Бледар Хайдини начинал заниматься футболом в косовском клубе «Хюси». Летом 2013 года он присоединился к команде «Приштина», а в июле 2015 года стал игроком косовского клуба «Трепча’89», в составе которого и начал выступать на профессиональном уровне.

## Карьера в сборной
13 ноября 2017 года Бледар Хайдини дебютировал в составе сборной Косова в домашнем товарищеском матче против команды Латвии, выйдя на замену во втором тайме.

## Статистика выступлений

### В сборной
| Матчи и голы Бледара Хайдини за сборную Косова | Матчи и голы Бледара Хайдини за сборную Косова | Матчи и голы Бледара Хайдини за сборную Косова     | Матчи и голы Бледара Хайдини за сборную Косова | Матчи и голы Бледара Хайдини за сборную Косова | Матчи и голы Бледара Хайдини за сборную Косова | Матчи и голы Бледара Хайдини за сборную Косова |
| №                                              | Дата                                           | Место проведения                                   | Соперник                                       | Счёт                                           | Голы                                           | Соревнование                                   |
| ---------------------------------------------- | ---------------------------------------------- | -------------------------------------------------- | ---------------------------------------------- | ---------------------------------------------- | ---------------------------------------------- | ---------------------------------------------- |
| 1                                              | 13 ноября 2017                                 | Олимпийский стадион Адем Яшари, Косовска-Митровица | Латвия                                         | 4:3                                            | —                                              | Товарищеский матч                              |

Итого: 1 матч / 0 голов; eu-football.info.